# Mallorca Open 2010
Het Mallorca Open is een herstart van een golftoernooi van de Europese PGA Tour. Deze editie zal bekendstaan als het Iberdrola Open Cala Millor Mallorca en gespeeld worden van 13-16 mei 2010 op de Pula Golf Club in Son Servera op Mallorca. De baan werd ontworpen door José María Olazabal.
Pula was ook gastheer van de Mallorca Classic die van 2003-2007 werd gespeeld. Daarvoor werd van 1988-1995 het Open de Baleares op andere banen op Mallorca gespeeld.
Spanje heeft dit seizoen zes toernooien op de Europese Tour, naast Mallorca ook het Open de Andalucia in Malaga, het Spaans Open in Sevilla, de Madrid Masters in Madrid, de Castelló Masters in Valencia en de Andalucia Masters in Sotogrande.

## Verslag

### Ronde 1
14:00 uur: Na de ochtenronde staat James Kingston aan de leiding met 67 (-5). Robert-Jan Derksen speelt met Daniel Vancsik en David Lynn in de middaggroep.

18:00 uur: Slechts negen spelers hebben par gebroken. Kingston staat nog steeds aan de leiding, gevolgd door Alvaro Velasco met -3. Derksen heeft ywee bogeys en een dubbel-bogey gemaakt en staat met +3 op de 63ste plaats. Amateur Antonio Ferrer speelt voor het eerst in een professional toernooi en scoort +1 voor een 24ste plaats.

### Ronde 2
15:00 uur: De weersvoorspellingen komen uit. Onweer heeft het toernooi anderhalf uur vertraagd. Pelle Edberg heeft 71-64 gemaakt en deelt voorlopig de eerste plaats. Derksen is klaar, hij heeft weer maar één birdie op zijn kaart en staat +5, dat is nu de 84ste plaats. 

17:00 uur: Derksen is inmiddels tot de 71ste plaats gestegen; als nog 5 spelers, die nu op +4 staan, een slag verliezen, komen alle spelers met +5 voorlopig op de 54ste plaats. Hij kan alleen maar afwachten.

### Ronde 3
De wind heeft vrijdagmiddag slechte scores veroorzaakt hetgeen in het voordeel was van Derksen, die tot de 49ste plaats steeg; hij mag dus in het weekend meedoen. Antonio Ferrer heeft als enige amateur ook de cut gehaald. Het is laat gestart vanwege het slechte weer.

Kingston kon vandaag geen birdies maken, en zakte na een score van +4 naar de 6de plaats. Edberg bleef gedeelde leider. Santiago Luna en Scott Hend maakten met -4 de beste dagscore. Gonzalo Fernández-Castaño staat aan de leiding met -5.

### Ronde 4
Derksen maakte 71 en met een totaal van +6 was dat goed voor een gedeeld 27ste plaats. Slechts vier spelers speelden het toernooi onder par. Peter Hanson liep op hole 12 een strafslag op omdat hij tijdens een chip zijn bal tweemaal raakte. Dit werd later door televisieopnamen bevastigd. Toch maakte hij 66 (-4) en kwam in een play-off tegen Alejandro Cañizares. Hansen maakte op de eerste extra hole par, Cañizares bogey.
- Live leaderboard

| Eindstand | Naam                      | R1 | Score | Nr  | R2 | Score | Totaal | Nr  | R3 | Score | Totaal | Nr  | R4 | Score | Totaal |
| --------- | ------------------------- | -- | ----- | --- | -- | ----- | ------ | --- | -- | ----- | ------ | --- | -- | ----- | ------ |
| T1        | Peter Hanson              | 72 | +2    | T36 | 69 | -1    | +1     | T9  | 67 | -3    | -2     | T4  | 66 | -4    | -6     |
| T1        | Alejandro Cañizares       | 68 | -2    | T3  | 70 | par   | -2     | T3  | 70 | par   | -2     | T4  | 66 | -4    | -6     |
| 3         | James Kingston            | 65 | -5    | 1   | 70 | par   | -5     | 1   | 74 | +4    | -1     | T6  | 69 | -1    | -2     |
| 4         | Christian Cévaër          | 73 | +3    | T58 | 70 | par   | +3     | T28 | 71 | +1    | +4     | T22 | 65 | -5    | -1     |
| T5        | Gonzalo Fernández-Castaño | 70 | par   | T10 | 68 | -2    | -2     | T3  | 68 | -2    | -4     | T1  | 74 | +4    | par    |
| T5        | Pelle Edberg              | 71 | +1    | T24 | 64 | -6    | -5     | 1   | 71 | +1    | -4     | T1  | 74 | +4    | par    |
| T5        | Scott Hend                | 72 | +2    | T36 | 69 | -1    | +1     | T9  | 66 | -4    | -3     | 3   | 73 | +3    | par    |
| T9        | Stuart Manley             | 70 | par   | T10 | 68 | -2    | -2     | T3  | 74 | +4    | +2     | T14 | 70 | par   | +2     |
| T13       | Alvaro Velasco            | 69 | -3    | 2   | 75 | +5    | +2     | T21 | 72 | +2    | +4     | T22 | 69 | -1    | +3     |
| T27       | Robert-Jan Derksen        | 73 | +3    | T58 | 72 | +2    | +5     | T49 | 70 | par   | +5     | T33 | 71 | +1    | +6     |

## De spelers
| - Fredrik Andersson Hed - Phillip Archer - Johan Axgren - Peter Baker - Benn Barham - Sion E. Bebb - Seve Benson - Liam Bond - Michiel Bothma - Christophe Brazillier - Andrew Butterfield - François Calmels - Alejandro Cañizares - Magnus A. Carlsson - Tony Carolan - Clodomiro Carranza - Christian Cévaër - S S P Chowrasia - Gary Clark - Luis Claverie - Julien Clément - George Coetzee - Robert Coles - Javi Colomo - Andrew Coltart - Adilson Da Silva - Carlos Del Moral - François Delamontagne - Robert-Jan Derksen - Robert Dinwiddie - Andrew Dodt - Scott Drummond - Pelle Edberg - Jamie Elson - Klas Eriksson - Gonzalo Fernández-Castaño - Kenneth Ferrie - Lorenzo Gagli | - Chris Gane - Jordi Garcia - Chris Gaunt - Adam Gee - Jean-Baptiste Gonnet - Ricardo González - Branden Grace - Stephan Gross Jr. - Julien Guerrier - Christoph Günther - Peter Gustafsson - Mark F Haastrup - Anton Haig - Søren Hansen - Peter Hanson - Grégory Havret - Benjamin Hebert - Scott Hend - Keith Horne - Jeppe Huldahl - Sam Hutsby - Raphaël Jacquelin - Steven Jeppesen - Eirik Tage Johansen - Simon Khan - James Kingston - Barry Lane - José Manuel Lara - Thomas Levet - Sam Little - Michaël Lorenzo-Vera - Jean-François Lucquin - David Lynn - Callum MacAulay - Andrea Maestroni - Stuart Manley - Andrew Marshall - Andrew McArthur | - Richard McEvoy - Paul McGinley - Damien McGrane - Jamie McLeary - Nicolas Meitinger - Cesar Monasterio - Louis Moolman - Gary Murphy - Seung-yul Noh - Henrik Nyström - Steven O'Hara - Fredrik Ohlsson - José María Olazabal (2005) - Thorbjorn Olesen - Louis Oosthuizen - Hennie Otto - John Parry - Julien Quesne - Manuel Quiros - Eric Ramsay - Richie Ramsay - Carlos Rodiles - Martin Rominger - Ghislain Rosier - James Ruebotham - Marco Ruiz - James Ruth - Jarmo Sandelin - Patrik Sjöland - Lee Slattery - Anthony Snobeck - Marco Soffietti - Tim Stewart - Scott Strange - Carl Suneson - Alessandro Tadini - Andrew Tampion - Simon Thornton | - Mark Tullo - Miles Tunnicliff - Daniel Vancsik - David Vanegas - Mads Vide-Hastrup - Simon Wakefield - Sam Walker - Oliver Whiteley - Fredrik Widmark - Martin Wiegele - Bernd Wiesberger - Andrew Willey - Chris Wood - Matthew Zions Regionale Order of Merit - Jesús Arruti - Jorge Campillo - Alfredo García Heredia - Pedro Linhart - Santiago Luna - Raul Quiros - Alvaro Salto - Alvaro Velasco Sponsoruitnodigingen - Miguel Pujalte Sastre - Moises Cobo - Borja Etchart - Jesus Legarrea - Gabriel Cañizares - Xavier Guzman - Simon Wakefield - Emanuele Canonica Amateurs - Antonio Ferrer - José Juaneda |

Zie ook het schema van de Europese PGA Tour 2010.